# ایستگاه لوگهید تاون سنتر
ایستگاه لوگهید تاون سنتر (انگلیسی: Lougheed Town Centre station) یک ایستگاه مرتفع در خط اکسپو (اسکای‌ترین) و خط میلنیوم مترو ونکوور اسکای‌ترین (ونکوور) حمل و نقل سریع مترو است. این ایستگاه در بزرگراه لوگهید و جاده آستین در برنابی، بریتیش کلمبیا، کانادا واقع شده‌است.